# 比比安娜·舒尔策
比比安娜·加布丽埃莱·「比比」·舒尔策·索拉诺（德語：Bibiane Gabrielle "Bibi" Schulze Solano，1998年11月12日—），德国女子足球运动员。她曾代表德国参加2024年夏季奥林匹克运动会足球比赛，获得一枚铜牌。